# Campeonato Europeo de Taekwondo de 2000
El XIII Campeonato Europeo de Taekwondo se realizó en Patras (Grecia) entre el 4 y el 7 de mayo de 2000 bajo la organización de la Unión Europea de Taekwondo (ETU) y la Federación Griega de Taekwondo.

## Medallistas

### Masculino
| Evento | Oro                           | Plata                                | Bronce                                                  |
| ------ | ----------------------------- | ------------------------------------ | ------------------------------------------------------- |
| –54 kg | Juan Antonio Ramos · España   | Christophe Civiletti Francia         | Miroslav Krklješ Yugoslavia Mert Tuncer Turquía         |
| –58 kg | Mijalis Murutsos · Grecia     | Miguel Toledo · España               | Muhammed Ali Karatas · Alemania · Josef Salim · Hungría |
| –62 kg | Eroi Denk · Alemania          | Dennis Mollet · Países Bajos         | Shirwan Hasan Dinamarca Niyamaddin Pashayev Azerbaiyán  |
| –67 kg | Ioanis Yeoryos · Grecia       | Martin Lagerberg · Suecia            | Mika Tarhanen · Finlandia · Francisco Zas · España      |
| –72 kg | Aziz Acharki · Alemania       | Thijs Oude Luttikhuis · Países Bajos | Marcos Carreira · España · Christophe Négrel · Francia  |
| –78 kg | Bekir Aydın Turquía           | Jon Garnika · España                 | Antonio Cutugno · Italia · Roman Livaja · Suecia        |
| –84 kg | Faissal Ebnoutalib · Alemania | Jon García Aguado · España           | Kristijan Kralj · Croacia · Yasin Yağız · Turquía       |
| +84 kg | Bahri Tanrıkulu Turquía       | Rubén Montesinos · España            | Teemu Heino · Finlandia · Mijalis Kotsopulos · Grecia   |

### Femenino
| Evento | Oro                             | Plata                              | Bronce                                                       |
| ------ | ------------------------------- | ---------------------------------- | ------------------------------------------------------------ |
| –47 kg | Belén Asensio · España          | Fadime Helvacioglu · Alemania      | Isabella Martinetti · Italia · Kadriye Selimoğlu · Turquía   |
| –51 kg | Svetlana Noskova · Rusia        | Jennifer Delgado · España          | Aimee Bungalembun · Países Bajos · Hanne Poulsen · Dinamarca |
| –55 kg | Hamide Bıkçın Tosun Turquía     | Gwladys Épangue Francia            | Gemma Magría · España · Ivona Skelin · Croacia               |
| –59 kg | Virginia Lourens · Países Bajos | Sonia Reyes · España               | Lila Halkjær Dinamarca Zeynep Murat Turquía                  |
| –63 kg | Ayşenur Taşbakan Turquía        | İnci Taşyürek · Alemania           | Luisa Arnanz · España · Kaliopi Papaioannu · Grecia          |
| –67 kg | Yekaterina Nazarova · Rusia     | Elena Benítez · España             | Morfu Drosidu · Grecia · Ksenia Tschucha · Bielorrusia       |
| –72 kg | Elisávet Mystakidu · Grecia     | Alesia Cherniavskaya · Bielorrusia | Veera Liukkonen · Finlandia · Valérie Wiet-Henin · Francia   |
| +72 kg | Mariya Koniajina · Rusia        | Daniela Castrignanò · Italia       | Nataša Vezmar · Croacia · Mariya Zhuravskaya · Bielorrusia   |

## Medallero
| Núm. | País         | Oro | Plata | Bronce | Total |
| ---- | ------------ | --- | ----- | ------ | ----- |
| 1    | Turquía      | 4   | 0     | 4      | 8     |
| 2    | Alemania     | 3   | 2     | 1      | 6     |
| 3    | Grecia       | 3   | 0     | 3      | 6     |
| 4    | Rusia        | 3   | 0     | 0      | 3     |
| 5    | España       | 2   | 7     | 4      | 13    |
| 6    | Países Bajos | 1   | 2     | 1      | 4     |
| 7    | Francia      | 0   | 2     | 2      | 4     |
| 8    | Bielorrusia  | 0   | 1     | 2      | 3     |
| 8    | Italia       | 0   | 1     | 2      | 3     |
| 10   | Suecia       | 0   | 1     | 1      | 2     |
| 11   | Dinamarca    | 0   | 0     | 3      | 3     |
| 12   | Croacia      | 0   | 0     | 3      | 3     |
| 12   | Finlandia    | 0   | 0     | 3      | 3     |
| 14   | Azerbaiyán   | 0   | 0     | 1      | 1     |
| 14   | Hungría      | 0   | 0     | 1      | 1     |
| 14   | Yugoslavia   | 0   | 0     | 1      | 1     |
|      | TOTAL        | 16  | 16    | 32     | 64    |